# District de Vangaindrano
Le district de Vangaindrano est un district du sud-est de Madagascar situé dans la région d'Atsimo-Atsinanana, dans la province de Fianarantsoa. Il est composé de la commune urbaine de Vangaindrano qui en est le chef-lieu et de vingt-huit communes rurales.